# Magerl Károly
Magerl Károly (németül Karl Hermann Arthur Magerl von Kouffheim/Coupffheim; Zára, 1871. június 6. - Graz, 1941. május 26.) osztrák-magyar katonatiszt, a komáromi cs. és kir. 12. gyalogezred  parancsnoka az első világháborúban.

## Élete
Régi grazi családból származott. Azonos nevű édesapja katonatiszt volt, fia születésekor a cs. kir. 52. gyalogezredben szolgált századosként. 1883-ban nemességet kapott, ekkor vette fel a "von Kouffheim" előnevet, melyet gyermekei örököltek.
1892-ben a Bécsújhelyi Katonai Akadémia elvégzése után hadnaggyá nevezték ki a cs. és kir. 46. (br. Fejérváry Géza) gyalogezredhez, 1896. május 1-el főhadnaggyá léptették elő. Ebben az évben felvették a felvették a bécsi vezérkari Hadiakadémiára (Kriegsschule).
1914-től a komáromi 12. gyalogezred parancsnoka volt. A 12-esek 1914. augusztus 27-én estek át a tűzkeresztségen Lublin környékén, a 262-es magaslat elfoglalásakor. 1917-től ezredes és a 66. gyalogdandár parancsnoka lett.
Az összeomláskor 1918. november 16-án a frontról visszatérve a Zólyomban alakult karhatalom parancsnoka lett, s a Zsolnára és Ruttkára bevonult cseh csapatokat kiverte és a városokat visszafoglalta. 1918 decemberében vezérkari ezredes, kassai lakos volt.
1934-ben részt vett a 12. gyalogezred ünnepélyén Komáromban. 1941-ben mint nyugalmazott német birodalmi tábornok betegsége miatt már nem tudott részt venni a komáromi ezred emlékművének leleplezésén az Angol-parkban.

## Kitüntetései (viselési sorrendben)
- Vaskorona Rend 2. osztálya hadidíszítménnyel, kardokkal (1917)
- Lipót Rend lovagkeresztje hadidíszítménnyel, kardokkal (1915)
- Vaskorona Rend 3. osztálya hadidíszítménnyel, kardokkal (1914)
- Katonai Érdemkereszt 3. osztálya hadidíszítménnyel, kardokkal (1915)
- Katonai Érdemkereszt 3. osztálya (1908)
- Bronz Katonai Érdemérem hadiszalagon, kardokkal (1916)
- Tiszti Szolgálati Jel 3. osztálya (1917)
- Jubileumi Érem (1898)
- Jubileumi Kereszt (1908)
- 1912-13-as Emlékkereszt (1913)
- német császári Vaskereszt 2. osztálya (1915)
- hesseni nagyhercegi "Fülöp a nagylelkű" érdemrend 2. osztályú lovagkeresztje (1893)[8]
- oldenburgi nagyhercegi Frigyes Ágost Kereszt 2. osztálya (1918)